# ترافيس وير
ترافيس وير (بالإنجليزية: Travis Wear)‏ مواليد 21 سبتمبر 1990، هو لاعب كرة سلة أمريكي يلعب مع فريق نيويورك نيكس في الرابطة الوطنية لكرة السلة ويحمل الرقم 6. يبلغ طوله 6 قدم 10 بوصة (2.1 م).

## فرق لعب لها
- نيويورك نيكس

## روابط خارجية
- ترافيس وير على موقع الاتحاد الدولي لكرة السلة (الإنجليزية)
- ترافيس وير على موقع إن بي أي (الإنجليزية)
- ترافيس وير على موقع سبورتس رفرنس (الإنجليزية)
- ترافيس وير على موقع الدوري الإسباني لكرة السلة (الإسبانية)
- ترافيس وير على موقع كرة السلة الأوروبية.كوم (الإنجليزية)
- ترافيس وير على موقع كلية كرة السلة في سبورتس رفرنس.كوم (الإنجليزية)
- ترافيس وير على موقع ريلجم (الإنجليزية)
- ترافيس وير على موقع بروبوليرز (الإنجليزية)
- ترافيس وير على موقع سبورتس رفرنس (الإنجليزية)
- ترافيس وير على موقع سبورتس رفرنس (الإنجليزية)